# Prelatura

Modelo de escudo de armas de los prelados "di Fiocchetto".

Una prelatura es una dignidad eclesiástica católica conferida por el papa. Puede ser honorífica, o incluir una jurisdicción (una misión o mandato específico sobre una porción de los fieles). A su vez, esa jurisdicción puede ser territorial, o puede ser "personal" (es decir, no vinculada a un territorio determinado). En el caso de incluir jurisdicción, el término prelatura se refiere también a la institución eclesiástica regida por un prelado.
El término deriva del latín medieval prælatus literalmente "puesto delante", "preferido", denotando a un superior eclesiástico constituido en una de las dignidades de la Iglesia, como el obispo, el arzobispo, el abad, etc.
El arquetipo del prelado es el obispo, cuya prelatura es la diócesis. Todos los demás tipos de prelado, incluidos los abades regulares y los superiores generales de comunidades religiosas, son derivados de este modelo original, y reciben a veces las insignias episcopales (como el báculo y la mitra para los abades mitrados).

## Tipos de prelatura
- La prelatura honorífica es generalmente otorgada a los sacerdotes miembros de la Curia Romana y a muchos otros sacerdotes en todo el mundo, que al recibir determinadas distinciones eclesiásticas obtienen el derecho de portar algunos atributos episcopales. En ese caso pueden hacerse llamar monseñor aún no habiendo sido consagrados como obispos.

1. Prelados "di Fiocchetto": Tal denominación correspondía a cuatro prelados de la Cámara Apostólica que, en su origen, recibían como distinción especial la de engalanar sus caballos con un moño violeta. Estos eran el Vice-Camarlengo, el Auditor General, el Tesorero General y el Mayordomo de Su Santidad. Hoy día son cargos extintos.
2. Protonotario Apostólico: Es el título entregado al miembro del más alto colegio no episcopal de prelados en la Curia Romana, o fuera de Roma, a un prelado honorario a quien el papa le ha conferido este título y sus privilegios especiales.
3. Prelado de Honor de Su Santidad, anteriormente denominado Prelado doméstico de Su Santidad.
4. Capellán de Su Santidad: Capellán nombrado por el papa por sus atribuciones, contribuciones y conocimientos, por lo general se trata de un presbítero anciano a quien se le otorga el título de Monseñor. En el último tiempo, este privilegio se le ha otorgado a algunos sacerdotes más jóvenes que superen los 40 años de edad.[cita requerida]

- Una prelatura territorial, antiguamente denominada prelatura nullius, es una parte de la Iglesia (en la terminología canónica, "una porción del Pueblo de Dios"), delimitada territorialmente, cuya atención se encomienda por especiales circunstancias, a un Prelado que la rige como su pastor propio, del mismo modo que el Obispo diocesano.

- Una prelatura personal es una institución a la que la Santa Sede encomienda una determinada tarea que no queda circunscrita a un territorio particular, razón por la que en este caso la prelatura se denomina personal y no territorial. Con la prelatura personal se pueden vincular laicos: en ese caso, la potestad del prelado se extiende a cuanto se refiere a la peculiar misión de la prelatura, mientras que en todo lo demás los laicos dependen del obispo diocesano, que sigue siendo su pastor propio.

El prelado mayor es aquel que asiste al papa en el gobierno de la Iglesia en un dicasterio de la Curia Romana, mientras que el prelado menor es un Abad o superior de una orden religiosa, no investido con cargo episcopal.

## Prelaturas territoriales
La regulación jurídica de las prelaturas territoriales se encuentra en los puntos 368 a 370 del Código de Derecho Canónico, pertenecientes a la Parte Segunda (De la constitución jerárquica de la Iglesia) del Libro II (Del pueblo de Dios):
- Canon 368: Iglesias particulares, en las cuales y desde las cuales existe la Iglesia católica una y única, son principalmente las diócesis a las que, si no se establece otra cosa, se asimilan la prelatura territorial y la abadía territorial, el vicariato apostólico y la prefectura apostólica así como la administración apostólica erigida de manera estable.

- Canon 369: La diócesis es una porción del pueblo de Dios, cuyo cuidado pastoral se encomienda al Obispo con la cooperación del presbiterio, de manera que, unida a su pastor y congregada por él en el Espíritu Santo mediante el Evangelio y la Eucaristía, constituya una Iglesia particular, en la cual verdaderamente está presente y actúa la Iglesia de Cristo una santa, católica y apostólica.

- Canon 370: La prelatura territorial o la abadía territorial es una determinada porción del pueblo de Dios, delimitada territorialmente, cuya atención se encomienda por especiales circunstancias, a un Prelado o a un Abad, que la rige como su pastor propio, del mismo modo que un Obispo diocesano.

## Prelaturas personales
La regulación jurídica de las prelaturas personales se encuentra en los puntos 294 a 297 del Código de Derecho Canónico, pertenecientes a la Parte Primera (De los fieles cristianos) del Libro II (Del Pueblo de Dios):
- Canon 294: Con el fin de promover una conveniente distribución de los presbíteros o de llevar a cabo peculiares obras pastorales o misionales en favor de varias regiones o diversos grupos sociales, la Sede Apostólica, oídas las Conferencias Episcopales interesadas, puede erigir prelaturas personales que consten de presbíteros y diáconos del clero secular.

- Canon 295 § 1: La prelatura personal se rige por los estatutos dados por la Sede Apostólica y su gobierno se confía a un Prelado como Ordinario propio, a quien corresponde la potestad de erigir un seminario nacional o internacional así como incardinar a los alumnos y promoverlos a las órdenes a título de servicio a la prelatura. § 2: El Prelado debe cuidar de la formación espiritual de los ordenados con el mencionado título así como de su conveniente sustento.

- Canon 296: Mediante acuerdos establecidos con la prelatura, los laicos pueden dedicarse a las obras apostólicas de la prelatura personal; pero han de determinarse adecuadamente en los estatutos el modo de esta cooperación orgánica y los principales deberes y derechos anejos a ella.

- Canon 297: Los estatutos determinarán las relaciones de la prelatura personal con los Ordinarios locales de aquellas Iglesias particulares en las cuales la prelatura ejerce o desea ejercer sus obras pastorales o misionales, previo el consentimiento del Obispo diocesano.

Por lo tanto, cada prelatura personal se rige por los estatutos que le hayan sido dados por la Santa Sede.

## Prelaturas existentes
Hay bastantes prelaturas territoriales, sobre todo en territorios que requieren una especial atención pastoral.
Prelaturas personales, solamente hay una: la prelatura de la Santa Cruz y Opus Dei, erigida por el papa Juan Pablo II en 1982, de ámbito universal, formada por sacerdotes y con laicos que cooperan en su peculiar tarea, y cuya misión consiste en difundir el mensaje de que todos los bautizados están llamados a ser santos por medio de sus trabajos ordinarios, "cada uno en su propio estado, profesión y condición de vida", en otras palabras, hacer todo con la mayor perfección posible de cara a Dios (Camino, san Josemaría).